# Stelis prava
Stelis prava är en orkidéart som beskrevs av Carlyle August Luer och Alexander Charles Hirtz. Stelis prava ingår i släktet Stelis och familjen orkidéer. Inga underarter finns listade i Catalogue of Life.